# شالک (دشتی)
شالَک، روستایی است از توابع بخش کاکی در شهرستان دشتی استان بوشهر ایران.

## جمعیت
این روستا در دهستان کبگان قرار دارد و بر اساس آمار سرشماری رسمی:
در سالهای ۱۳۸۵، ۱۳۹۰ و ۱۳۹۵ خالی از سکنه می‌باشد.
در سال ۱۳۶۵ این روستا تابع دهستان کبگان در بخش بردخون از شهرستان دیر و خالی از سکنه بوده‌است.
در سال ۱۳۵۵ بدون جمعیت در دهستان کبگان- بخش خورموج - شهرستان بوشهر - استان بوشهر بوده‌است.
در سال ۱۳۴۵ با جمعیت ۲۸ نفر (۴ خانوار) در دهستان کبگان - بخش خورموج - شهرستان بندر بوشهر - فرمانداری کل بنادر و جزایر خلیج فارس بوده‌است.
در سال ۱۳۳۵ با جمعیت ۴۴ نفر بوده‌است.